# Kerstin Thimm
Kerstin Thimm (* 29. August 1966 in Wedel) ist eine deutsche Schriftstellerin, die auch unter den Pseudonymen Leslie Julian und Agatha vom Deich in verschiedenen Genres Romane schreibt.

## Werdegang
Kerstin Thimm begann nach diversen veröffentlichten Kurzgeschichten, im Jahr 2018 für die Reihe Shadows of love (Bastei beHEARTBEAT) Heftromane zu schreiben.
Ihr finaler Roman im Juni beschloss diese Reihe nach insgesamt über 50 Romanen.
Im Juni 2020 veröffentlichte sie mit dem Psychothriller SILENTIUM ihr erstes Buch, welches als erstes Buch in der deutschen Belletristik die neurologische Störung Misophonie thematisierte.
Zwei Monate darauf folgte der satirische Roman Herzterz sowie im Oktober desselben Jahres die Fortsetzung von Silentium mit dem Titel Insanum.
Im März 2021 startete sie die in den USA spielende Reihe Sunshine State mit dem Roman Gefährliche Gegner, die die Leser mit einer Frauenclique an die Sehnsuchtsorte der Vereinigten Staaten führt und im Genre Liebesroman anzusiedeln ist.
Im Dezember 2021 brachte sie im Bereich Humor den zweiten Teil aus der Herzterz-Reihe mit dem Titel Herzterz XMas heraus und im April 2022 erschien ihr zweiter Roman Ärger im Paradies aus der Reihe Sunshine State.

## Romane und Hörbücher

### Shadows of Love Reihe
- Ein verführerischer Auftrag. beHEARTBEAT by Bastei Entertainment, Januar 2018.
- Erwachende Lust. beHEARTBEAT by Bastei Entertainment, März 2018.
- Eine heiße Affäre in Weiß. beHEARTBEAT by Bastei Entertainment, Juni 2018.

### SUNSHINE STATE-Reihe
- Gefährliche Gegner. Selbstverlag, 2021, ISBN 979-8-7096-6700-6.
- Ärger im Paradies. Selbstverlag, 2022, ISBN 979-8-4414-7860-1.
- Manhattan Love Affair. Selbstverlag, 2022, ISBN 979-8-36512317-5.

### ULTIMA RATIO-Reihe
- Silentium. Selbstverlag, 2020, ISBN 979-8-80063975-9.
- Insanum. Selbstverlag, 2020, ISBN 979-8-6999-9953-8.

### Herzterz-Reihe
- Herzterz. Selbstverlag, 2020, ISBN 979-8-6738-6137-0.
- Herzterz XMas. Selbstverlag, 2021, ISBN 979-8-7853-7724-0.

### ROYAL FLUSH-Reihe
- mit Mika Karhu: ROYAL FLUSH BAHAMABEIGE Selbstverlag, 2021, ISBN 979-8-7157-8662-3.
- mit Mika Karhu: ROYAL FLUSH Tannengrün Selbstverlag, Dezember 2024. ISBN 979-8346-99537-1.
- mit Mika Karhu: ROYAL FLUSH BERMUDABLAU Selbstverlag, Januar 2025.

### Kurzgeschichten
- Schicksalhafte Fügung. In: Venerii. Candela-Verlag, 2011, ISBN 978-3-942635-05-9.
- Die Verwandlung. In: Strandkorb Krimis. Scharbeutzer Windspiel Verlag, 2014, ISBN 978-3-944399-15-7.
- Glückstädter Kaffeekränzchen. In: Nord Mord West. Deich Verlag, 2011, ISBN 978-3-942074-04-9.
- Irrtümer. In: Mords Spur. Sieben Verlag, 2011, ISBN 978-3-941547-69-8.
- Vertrauen ist gut, Kontrolle ist besser. In: Un(d)pathologisches. Buchverlag Krefeld, 2012, ISBN 978-3-941026-42-1.

### Hörbücher
- mit Mika Karhu: Royal Flush bahamabeige Audio4You, 256 Min., 2022, gelesen von Chris Chord und Anna Shortmann, ISBN 978-3-910247-63-5.

## Auszeichnungen
NordMordAward Publikumspreis, St. Peter Ording 2018